# 750
750 (DCCL) je bilo navadno leto, ki se je po julijanskem koledarju začelo na četrtek.

## Dogodki
- Ukinjen Omajadski kalifat (ustanovjen 661)
- Ustanovljen Abasidski kalifat (ukinjen 1258)

## Rojstva
- 25. januar: Leon IV. Hazar, cesar Bizantinskega cesarstva, († 780)

## Smrti
- 6. avgust - Marvan II., zadnji kalif Omajadskega kalifata (* okoli 691)